# Eva Leijonhufvud (1864–1927)
Eva Erika Gabriella Leijonhufvud, född 11 maj 1864 i Svea livgardes församling, Stockholms stad, död 29 september 1927 i S:t Johannes församling, Stockholms stad, var en svensk hovfröken.

## Biografi
Leijonhufvud föddes 1864 i Stockholm. Hon var dotter till friherre Axel Leijonhufvud och grevinnan Ebba Sparre af Söfdeborg. Leijonhufvud var från 1889 till 1897 anställd hos Handarbetets vänner och var från 6 juni 1897 till 22 juli 1907 hovfröken hos kronprinsessan Viktoria. Leijonhufvud tilldelades 18 september 1897 Konung Oscar II:s jubileumsminnestecken, 20 september 1906 Kronprins Gustafs och Kronprinsessan Victorias silverbröllopsmedalj och 6 juni 1907 Konung Oscar II:s och Drottning Sofias guldbröllopsminnestecken. Leijonhufvud anställdes 1 augusti 1907 på Sveriges Riddarhuss kansli. Hon avled 1927 i Stockholm. Leijonhufvud begravdes på Stockholms norra begravningsplats.